# Ernst von Oidtman

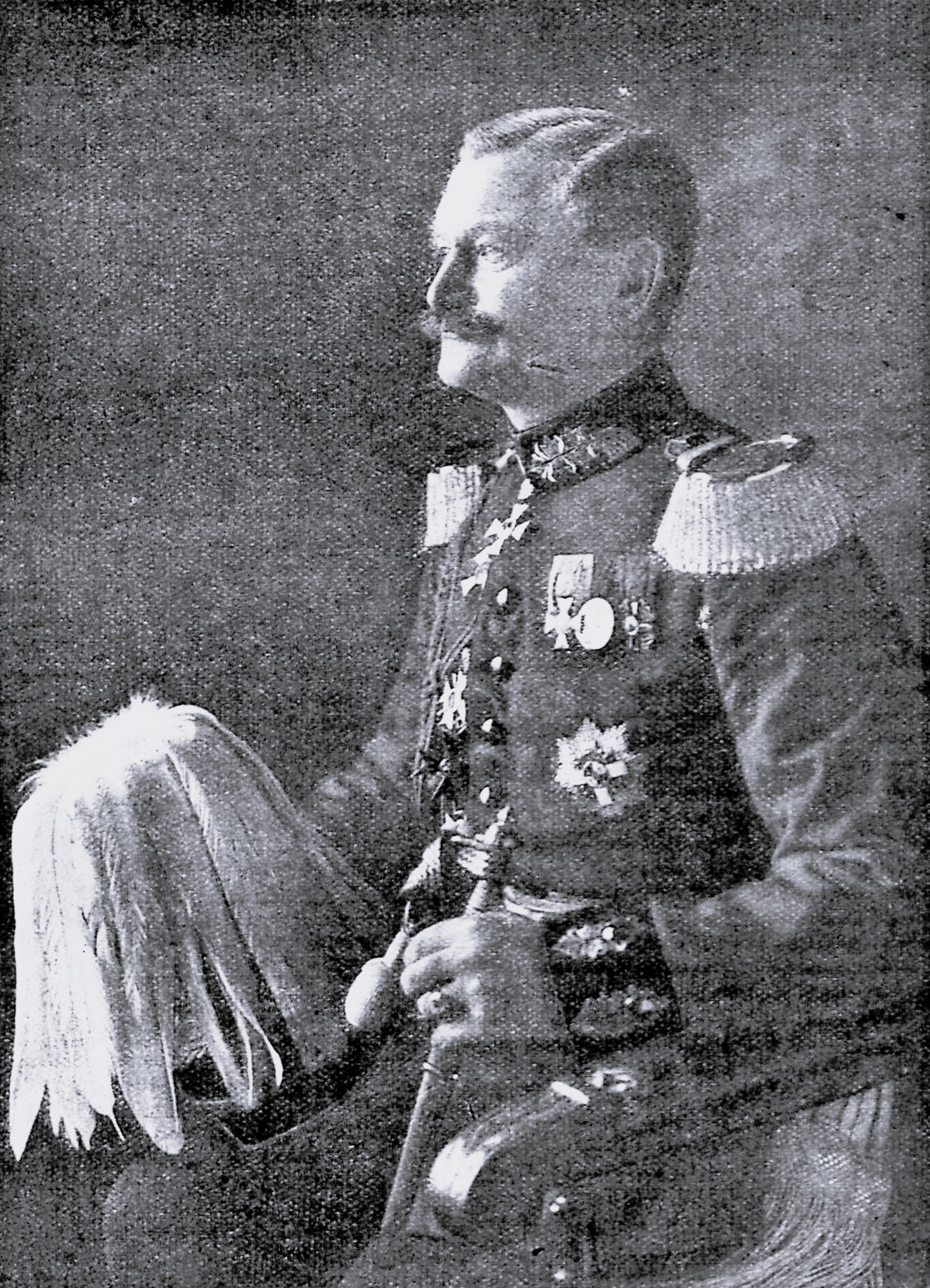
Generalleutnant Ernst von Oidtman

Ernst Arthur Alwin Alfred von Oidtman (* 9. Oktober 1854 in Bonn; † 18. September 1937 in Wiesbaden) war ein preußischer Generalleutnant, der durch seine bedeutende genealogische Sammlung rheinischer Familien bekannt wurde.

## Leben

### Herkunft
Er entstammte einer Jahrhunderte alten Erkelenzer Ratsfamilie, deren seit langem geführter Adelstitel am 11. Juni 1838 vom preußischen König anerkannt wurde und war der Sohn von Joseph von Oidtman (1798–1877) und dessen Ehefrau Caroline, geborene Freiin von Eberstein (1809–1862). Sein Vater war zuletzt preußischer Major im Rheinischen Ulanen-Regiment Nr. 7 in Saarbrücken.
Er hatte sieben Brüder und zwei Schwestern. Von den Brüdern erreichten vier den Rang eines Generals in der preußischen Armee, und zwar General der Infanterie Hugo von Oidtman (1835–1903), Generalleutnant Wilfried von Oidtman (1837–1914), General der Infanterie Robert von Oidtman (1842–1914) sowie der hier beschriebene Generalleutnant Ernst von Oidtman.

### Laufbahn
Oidtman wurde humanistisch erzogen und zog im Februar 1871 in das Berliner Kadettenhaus ein. Am 18. Oktober 1871 wurde er als charakterisierter Portepeefähnrich dem 4. Garde-Grenadier-Regiment „Königin“ der Preußischen Armee in Koblenz überwiesen. Am 11. Juni 1872 erhielt er das Patent zu diesem Dienstgrad und wurde am 16. Oktober 1873 zum Sekondeleutnant befördert. Von Juni 1877 bis Ende März 1881 war Oidtman als Kompanieoffizier an die Unteroffiziersschule in Jülich kommandiert. Nach der Rückkehr in sein Regiment wurde er am 1. Oktober 1882 zum Adjutanten des II. Bataillons ernannt und in dieser Stellung am 7. Juli 1883 zum Premierleutnant befördert. Daran schloss sich ab 1. Oktober 1884 eine Verwendung als Inspektionsoffizier und Lehrer an der Kriegsschule in Metz sowie eine Kommandierung an die Kriegsakademie an. Mit der Beförderung zum Hauptmann ernannt man ihn am 15. September 1888 zum Kompaniechef. Oidtman befehligte zunächst die 3., dann die 14. Kompanie. Mit seiner Beförderung am 1. September 1896 zum Major wurde er seinem Regiment aggregiert. Erst im Folgejahr wurde er zum Bataillonskommandeur ernannt und als solcher am 1. April 1898 dem II. Bataillon zugeteilt.
1902 folgte seine Versetzung nach Charlottenburg in den Stab des Königin Elisabeth Garde-Grenadier-Regiments Nr. 3 und dort wurde er am 22. März 1903 zum Oberstleutnant befördert. Am 27. Januar 1906 beauftragte man Oidtman dann mit der Führung des Infanterie-Regiments „Lübeck“ (3. Hanseatisches) Nr. 162 und ernannte ihn unter Beförderung zum Oberst am 13. Februar 1906 zum Regimentskommandeur. Als Generalmajor befehligte er ab dem 22. März 1910 das in Lübeck befindliche Kommando der 81. Infanterie-Brigade. Mit Genehmigung seines Abschiedsgesuches am 17. Januar 1912 mit der gesetzlichen Pension wurde er unter Verleihung des Charakters eines Generalleutnants zur Disposition gestellt.
Mit Ausbruch des Ersten Weltkriegs erfolgte seine Wiederverwendung und Oidtman fungierte vom 2. August bis zum 1. Oktober 1914 als Kommandeur der 42. Reserve-Infanterie-Brigade.
Nach Kriegsende erfolgte sein Eintritt in den endgültigen Ruhestand und die Niederlassung in Wiesbaden.

### Genealogische Lebensleistung
Seit jungen Jahren arbeitete Ernst von Oidtman regelmäßig in der Westdeutschen Gesellschaft für Familienkunde (WGfF) mit und veröffentlichte in deren Mitteilungen genealogische Aufsätze. 1922 wurde er zum Ehrenvorsitzenden der WGfF ernannt. Die Universität Köln ernannte ihn im gleichen Jahr aufgrund seiner umfangreichen Familienforschungen zum Doktor der Philosophie ehrenhalber. Zum Dank vermachte Oidtman seine umfangreiche Sammlung rheinischer Familien (1333 Mappen verschiedener Familien) der Universität Köln. Seit dem Jahre 1999 liegt die „Sammlung Ernst von Oidtman“ in 18-bändiger Buchform und seit 2024 als DVD vor. Die über 280 familienkundlichen Veröffentlichungen Oidtmans aus den Jahren 1875–1936 sowie seine eigene Ahnenreihe sind im ersten Band dieser Reihe aufgeführt. Das Original der Oidtmanschen Ahnenreihe, die Ernst von Oidtman handschriftlich abfasste, befindet sich nach wie vor im Familienbesitz.
1963 stiftete die WGfF die Ernst-von-Oidtman-Medaille, die seither für außerordentliche Verdienste auf dem Gebiete der wissenschaftlichen Genealogie oder für hervorragende Verdienste um die Gesellschaft verliehen wird.

### Familie
Oidtman hatte sich am 25. September 1893 in Rüdesheim mit Luise Freiin von Ritter zu Grünstein (1868–1936) verheiratet. Die Ehe blieb kinderlos.

## Auszeichnungen
- Roter Adlerorden III. Klasse mit der Schleife[7]
- Kronenorden II. Klasse[7]
- Preußisches Dienstauszeichnungskreuz[7]
- Ritterkreuz I. Klasse des Ordens vom Zähringer Löwen[7]
- Komtur des Greifenordens[7]
- Komtur des Erlöser-Ordens[7]
- Komtur des Ordens von Oranien-Nassau[7]
- Spanischer Militär-Verdienstorden III. Klasse[7]
- Lübecker Hanseatenkreuz am 3. November 1915[8]

## Werke (Auswahl)
- Bollheim bei Zülpich und seine Besitzer, insbesondere die Herren von Hompesch. Aachen 1884 (Digitalisat)
- Die Burg Stolberg und ihre Besitzer, insbesondere die Edelherren von Stolberg-Frenz-Setterich. In: Zeitschrift des Aachener Geschichtsvereins, Band 15, Aachen 1893, S. 1–17.
- Zur Geschichte der Erkelenzer Schöffenfamilien. Erkelenz 1922 (Digitalisat).